# هاري فيليبس (لاعب كرة قدم)
هاري فيليبس (بالإنجليزية: Harry Phillips)‏ هو لاعب كرة قدم بريطاني في مركز الوسط في نادي دبي سيتي الإماراتي، ولد في 1997.

## روابط خارجية
هاري فيليبس (لاعب كرة قدم) على موقع قاعدة بيانات كرة القدم.إي يو (الإنجليزية)
- هاري فيليبس (لاعب كرة قدم) على موقع Soccerway.com (الإنجليزية)